# Danay Suárez

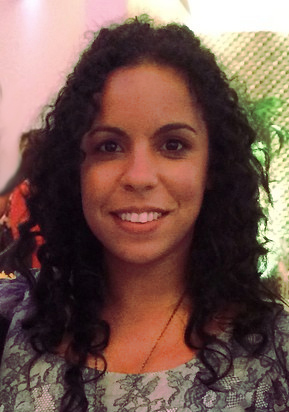
Danay Suárez (2014)

Danay Suárez Fernández (* 1985 in Havanna) ist eine kubanische Rapperin und R&B-Sängerin.

## Leben und Wirken
Danay Suárez wurde 1985 in Cerro, einem Stadtteil im Zentrum Havannas geboren. Nachdem sich ihre Eltern hatten scheiden lassen, zog sie mit ihrer Mutter nach Santa Fe, einem ruhigen Außenbezirk der Hauptstadt.
Zur Musik kam sie nur zufällig. In ihrer Familie gab es keine musikalischen Vorbilder. Sie begann über persönliche Dinge Texte zu schreiben und Rhythmen zu improvisieren. Mit 15 durfte sie erstmals im Teatro Nacional singen. Weitere von der staatlichen Rap-Agentur organisierte Auftritte folgten. Später begann sie dann mit Aldo, einem Mitglied des bekannten Underground-Rap-Duos Los Aldeanos. Der half ihr, ihre ersten Songs aufzunehmen („Libre“, „Individual“) und sang mit ihr zusammen „La la la“.
Die studierte Informatikerin komponierte ihre Songs zunächst zu Hause an einem alten PC und einem MIDI-Keyboard. 2007 ging sie mit ihren Demo-Aufnahmen unangekündigt zum kubanischen Fusion-Superstar X Alfonso, der sie noch nicht kannte und verlangte, dass er sich ihre Musik anhöre. Wenige Tage später rief er zurück und bat Danay mit ihm zu arbeiten. Dadurch wurde der britische Producer Gilles Peterson wurde auf sie aufmerksam.
2010 nahm Danay Suárez am Petersons Projekt Havana Cultura Series teil. Sie tourte durch Paris, Amsterdam, London und weitere europäische Städte. Es erschien eine EP zusammen mit dem kubanischen Jazz-Pianisten Roberto Fonseca Danai Suárez – Havanna Cultura Sessions. Außerdem erschien eine Aufnahme von ihr auf Petersons Album Gills Peterson Presents Havana Cultura: The Search Continues. Peterson bezeichnete sie als die phantastischste Sängerin, mit der er in den letzten fünf Jahren zusammengearbeitet habe. Suárez’ Arbeit mit Peterson und Fonseca öffnete die Tür zum in die Welt des Jazz und unterstrich ihr Talent in verschiedenen Genres der Musik zu arbeiten.
2011 erschien Danays Suárez’ erstes Album, Polvo de la humedad, das sie mit Roberto Fonseca zusammen produzierte, den sie als Freund und Mentor bezeichnet. 2012 steuerte sie einen Track zum Album Mala in Cuba vom Dubstep-Producer Mala bei. Sie trat auf bekannten internationalen Musik-Festivals wie dem Hip-Hop al Parque in Kolumbien oder beim Festival de la Canción de Viña del Mar in Chile auf. Hier gab es 2017 einen kleinen „Skandal“. Danay Suárez reichte als ursprünglichen Festivalsbeitrag Yo aprendí ein und galt als Favoritin für den Hauptpreis. Doch in ihrem zweiten Beitrag sang sie eine neue Interpretation ihres Liedes Dejando al mundo, in dem sie sich für das Christentum und gegen Abtreibung starkmachte. Diese Änderung war nach den geltenden Festivalregeln unzulässig, so dass sie hätte disqualifiziert werden müssen. Am Ende ihres Auftritts kommentierte Danay Suárez dies mit den Worten „Ich weiß, dass ich gerade den Preis verloren habe, aber mir war wichtiger, heute ein Leben zu retten.“ Die Jury verschob daraufhin die Preisverleihung um einen Tag. Der Jury-Präsident, der Mexikaner Mario Domm kommentierte das so: „Danay ist einzigartig. Nicht nur, dass sie es änderte, sie hat es um 100 Prozent verbessert.“ Den Festival-Hauptpreis als „Bester Interpret“ verlor sie tatsächlich, jedoch wurde sie mit einem Spezialpreis für Inspiration geehrt, „für die Poesie ihrer Worte“.
Im März 2017 erschien Suárez’ zweites Studioalbum, Palabras manuales, das ebenfalls von Roberto Fonseca produziert wurde. Sie betont, dass es bis zum letzten Detail analog und nicht mit Software aufgenommen wurde.

## Diskografie
Alben
- Polvo de la humedad (2011)
- Palabras manuales (2017)

Mitwirkung
- Havana Cultura sessions (2010)
- Mala in Cuba (2012)

## Preise
- Spezialpreis für „Inspiration“ beim Festival Internacional de la Canción de Viña del Mar (2017)